# ثوالب (بلاد الروس)

تعديل مصدري - تعديل

ثوالب هي إحدى قرى مديرية بلاد الروس التابعة لمحافظة صنعاء اليمنية، بلغ تعداد سكانها 1167 نسمة حسب أحصائيات عام 2004.